# 2006年の世界ツーリングカー選手権

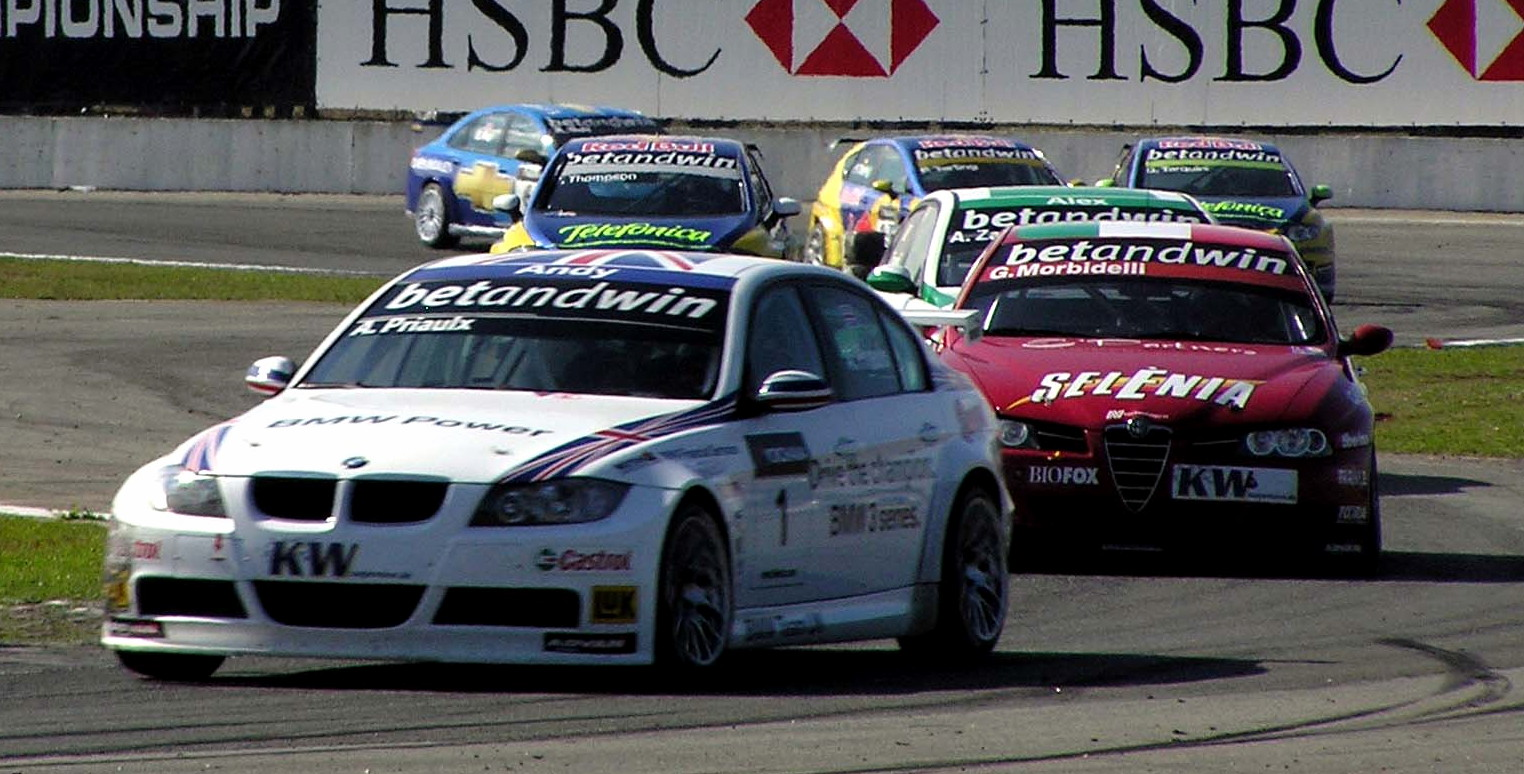
2006年、ブラジル

2006年の世界ツーリングカー選手権は、2006年4月2日にイタリアのモンツァ・サーキットで開幕し、11月19日にマカオ市街で開催された最終戦マカオまで、全10ラウンド・全20戦で争われた。
最終ラウンドのマカオ（2レース）を残した時点で、チャンピオンタイトルの可能性が9名のドライバーに残されるという接戦となったが、チャンピオンタイトルはヨルグ・ミューラーを1ポイント差で下したアンディ・プリオール（BMWチーム・UK）が2年連続で手にした。

## 前年度からの変化
前年まで参戦していたフォード（フォード・フォーカス）の撤退により、参加する自動車会社はBMW、アルファロメオ、セアト、ゼネラルモーターズ（シボレー）の4社となった。当初、ロシアの自動車会社ラダがエントリーしたが、参戦することはなかった。

### 車両
新規車両として、BMWが320siを、セアトがレオンをそれぞれ投入し、ワークスチームを中心に供給されている。それに伴い、前年度に使用されていた320i、トレドは、インディペンデントチームのみが使用することとなった。
タイヤは前年のミシュランに代わり、横浜ゴムがADVANブランドで全チームに供給した。

### 開催地
イモラ（イタリア）、スパ・フランコルシャン（ベルギー）がカレンダーから外れ、クリチバ（ブラジル）、ブルノ（チェコ）が新たにカレンダーに加わった。
イギリスでの開催地は、前年のシルバーストンからブランズハッチに変更された。

## エントリーリスト
| No. | ドライバー                                                | チーム名                                 | 車種                                  |
| --- | --------------------------------------------------------- | ---------------------------------------- | ------------------------------------- |
| 1   | アンディ・プリオール                                      | BMWチーム・UK                            | BMW 320si                             |
| 2   | ガブリエル・タルキーニ                                    | セアト・スポーツ・イタリア               | セアト・レオン                        |
| 3   | リカルド・リデル                                          | セアト・スポーツ・スウェーデン           | セアト・レオン                        |
| 4   | アレッサンドロ・ザナルディ                                | BMWチーム・イタリア/スペイン             | BMW 320si                             |
| 5   | マルセル・コスタ (Marcel Costa)                           | BMWチーム・イタリア/スペイン             | BMW 320si                             |
| 6   | ロバート・ハフ                                            | シボレー                                 | シボレー・ラセッティ                  |
| 7   | ニコラ・ラリーニ                                          | シボレー                                 | シボレー・ラセッティ                  |
| 8   | アラン・メニュ                                            | シボレー                                 | シボレー・ラセッティ                  |
| 9   | ジョルディ・ジェネ                                        | セアト・スポーツ・スペイン               | セアト・レオン                        |
| 10  | ペーター・テルティング                                    | セアト・スポーツ・ドイツ                 | セアト・レオン                        |
| 11  | ジェームス・トンプソン                                    | セアト・スポーツ・UK                     | セアト・レオン                        |
| 12  | イヴァン・ミュラー                                        | セアト・スポーツ・フランス               | セアト・レオン                        |
| 14  | フロリアン・グルーバー (Florian Gruber)                   | セアト・スポーツ・ドイツ                 | セアト・レオン                        |
| 15  | アウグスト・ファルフス                                    | N・テクノロジー                          | アルファロメオ・156                   |
| 16  | ジャンニ・モルビデッリ                                    | N・テクノロジー                          | アルファロメオ・156                   |
| 18  | サルバトーレ・タヴァノ (Salvatore Tavano)                 | N・テクノロジー                          | アルファロメオ・156                   |
| 19* | マウリシオ・チェレソリ (Maurizio Ceresoli)                | GRアジア                                 | セアト・トレド・クプラ                |
| 20* | トム・コロネル                                            | GRアジア                                 | セアト・レオン                        |
| 21  | オスカル・ノゲス・フェレ (Oscar Nogués Farré)             | セアト・スポーツ・スペイン               | セアト・レオン                        |
| 21  | （参戦せず）                                              | ラダ・レーシング                         | ラダ・21106                           |
| 22  | （参戦せず）                                              | ラダ・レーシング                         | ラダ・21106                           |
| 23* | ピエール＝イヴェス・コルタル (Pierre-Yves Corthals)       | JASモータースポーツ                      | ホンダ・アコード・ユーロR             |
| 24* | ライアン・シャープ (Ryan Sharp)                           | JASモータースポーツ                      | ホンダ・アコード・ユーロR             |
| 25* | ファブリツィオ・ジョヴァナルディ                          | JASモータースポーツ                      | ホンダ・アコード・ユーロR             |
| 30* | ルカ・ランゴーニ (Luca Rangoni)                           | プロチーム・モータースポーツ             | BMW 320si                             |
| 31* | ステファノ・ディアステ (Stefano D'Aste)                   | プロチーム・モータースポーツ             | BMW 320i                              |
| 32* | オスカル・フォルセレド (Oscar Alberto Hidalgo Forcelledo) | Wuechers-Motorsport                      | BMW 320i                              |
| 33* | エメット・オブライエン (Emmet O'Brien)                    | Wuechers-Motorsport                      | BMW 320i                              |
| 34* | ディエゴ・ロマニーニ (Diego Romanini)                     | Wuechers-Motorsport                      | BMW 320i                              |
| 35* | ヤン・ヴォンカ (Jan Vonka)                                | Wuechers-Motorsport                      | BMW 320i                              |
| 36* | ルカス・モロ (Lucas Molo)                                 | テックプロ                               | アルファロメオ・156                   |
| 37* | ライナー・バシュトゥック (Rainer Bastuck)                 | マウアー・モータースポーツ               | シボレー・ラセッティ                  |
| 38* | ヴィンセント・ラダーメッカ                                | マウアー・モータースポーツ               | シボレー・ラセッティ                  |
| 39* | フィルップ・ガイペル (Phillip Geipel)                     | TFS Yaco Racing                          | トヨタ・カローラ T-Sport              |
| 40  | ヤン・マグヌッセン                                        | BMWチーム・UK                            | BMW 320si                             |
| 41  | ダンカン・ユイスマン (Duncan Huisman)                     | BMWチーム・イタリア/スペイン             | BMW 320si                             |
| 42  | ヨルグ・ミューラー                                        | BMWチーム・ドイツ                        | BMW 320si                             |
| 43  | ディルク・ミューラー                                      | BMWチーム・ドイツ                        | BMW 320si                             |
| 44* | イジー・ヤナーク (Jirí Janák)                             | チェコスロヴェンスキー・モータースポーツ | アルファロメオ・156GTA                |
| 46* | ジェーンズ・エドマン (Jens Edman)                         | プジョー・スポール・デンマーク           | プジョー・407                         |
| 47* | イブラヒム・オキアイ (Ibrahim Okyay)                      | Kosifler Gillette M3 Power Team          | BMW 320i                              |
| 48* | マリーア・デ・ヴィロタ (María De Villota)                 | マウアー・モータースポーツ               | シボレー・ラセッティ                  |
| 51* | アレッサンドロ・バルザン (Alessandro Balzan)              | DBモータースポーツ                       | アルファロメオ・156                   |
| 52* | エリオ・マルチェッティ (Elio Marchetti)                   | DBモータースポーツ                       | アルファロメオ・156                   |
| 53* | リカルド・ロマニョーリ (Riccardo Romagnoli)               | スクーデリア・ラ・トーレ                 | アルファロメオ・156GTA                |
| 54* | エマヌエル・ナスペッティ                                  | GDLレーシング                            | BMW 320i                              |
| 55* | ステファノ・ヴァッリ (Stefano Valli)                      | ゼロシンク・モータースポーツ             | BMW 320i                              |
| 56* | シモーネ・ラコーネ (Simone Iacone)                        | ゼロシンク・モータースポーツ             | BMW 320i                              |
| 57* | ダヴィデ・ロダ (Davide Roda)                              | スクーデリア・デル・ジラソール           | セアト・レオン                        |
| 58* | ロベルト・コルチアゴ (Roberto Colciago)                   | スクーデリア・デル・ジラソール           | セアト・トレド・クプラ セアト・レオン |
| 62* | アオ・チー・ホン (Ao Chi Hong)                            | Ao's Racing Team                         | BMW 320i                              |
| 66  | アンドレ・クート                                          | セアト・スポーツ                         | セアト・レオン                        |

表中のナンバーに「*」が付いているドライバーは、インディペンデントクラス（ヨコハマトロフィー）に属す。

## 開催カレンダー
| 開催日   | 開催国   | 開催サーキット       | 第1レース勝者              | 第2レース勝者          |
| -------- | -------- | -------------------- | -------------------------- | ---------------------- |
| 4月2日   | イタリア | モンツァ             | アンディ・プリオール       | アウグスト・ファルフス |
| 4月30日  | フランス | マニクール           | ディルク・ミューラー       | アンディ・プリオール   |
| 5月21日  | イギリス | ブランズハッチ       | イヴァン・ミュラー         | アラン・メニュ         |
| 6月4日   | ドイツ   | オッシャースレーベン | アンディ・プリオール       | ヨルグ・ミューラー     |
| 7月2日   | ブラジル | クリチバ             | ジョルディ・ジェネ         | アンディ・プリオール   |
| 7月30日  | メキシコ | プエブラ             | サルバトーレ・タヴァノ     | アウグスト・ファルフス |
| 9月3日   | チェコ   | ブルノ               | ヨルグ・ミューラー         | ロバート・ハフ         |
| 9月24日  | トルコ   | イスタンブール       | アレッサンドロ・ザナルディ | ガブリエル・タルキーニ |
| 10月8日  | スペイン | バレンシア           | アウグスト・ファルフス     | ヨルグ・ミューラー     |
| 11月19日 | マカオ   | ギア・サーキット     | アンディ・プリオール       | ヨルグ・ミューラー     |

## ドライバーズ選手権
|    | ドライバー                       | チーム                         | 車種                      | 優勝 | ポイント |
| -- | -------------------------------- | ------------------------------ | ------------------------- | ---- | -------- |
| 1  | アンディ・プリオール             | BMWチーム・UK                  | BMW 320si                 | 5    | 73       |
| 2  | ヨルグ・ミューラー               | BMWチーム・ドイツ              | BMW 320si                 | 4    | 72       |
| 3  | アウグスト・ファルフス           | N・テクノロジー                | アルファロメオ・156       | 3    | 64       |
| 4  | イヴァン・ミュラー               | セアト・スポーツ・イタリア     | セアト・レオン            | 1    | 62       |
| 5  | ガブリエル・タルキーニ           | セアト・スポーツ・イタリア     | セアト・レオン            | 1    | 57       |
| 6  | ディルク・ミューラー             | BMWチーム・ドイツ              | BMW 320si                 | 1    | 54       |
| 7  | リカルド・リデル                 | セアト・スポーツ・スウェーデン | セアト・レオン            | 0    | 54       |
| 8  | ジェームス・トンプソン           | セアト・スポーツ・UK           | セアト・レオン            | 0    | 54       |
| 9  | ペーター・テルティング           | セアト・スポーツ・ドイツ       | セアト・レオン            | 0    | 49       |
| 10 | ジョルディ・ジェネ               | セアト・スポーツ・スペイン     | セアト・レオン            | 1    | 36       |
| 11 | アレッサンドロ・ザナルディ       | BMWチーム・イタリア/スペイン   | BMW 320si                 | 1    | 26       |
| 12 | ニコラ・ラリーニ                 | シボレー                       | シボレー・ラセッティ      | 0    | 24       |
| 13 | ダンカン・ユイスマン             | BMWチーム・イタリア/スペイン   | BMW 320si                 | 0    | 22       |
| 14 | ジャンニ・モルビデッリ           | N・テクノロジー                | アルファロメオ・156       | 0    | 22       |
| 15 | アラン・メニュ                   | シボレー                       | シボレー・ラセッティ      | 1    | 21       |
| 16 | ロバート・ハフ                   | シボレー                       | シボレー・ラセッティ      | 1    | 20       |
| 17 | トム・コロネル                   | GRアジア                       | セアト・レオン            | 0    | 20       |
| 18 | サルバトーレ・タヴァノ           | N・テクノロジー                | アルファロメオ・156       | 1    | 15       |
| 19 | ルカ・ランゴーニ                 | プロチーム・モータースポーツ   | BMW 320si                 | 0    | 14       |
| 20 | ファブリツィオ・ジョヴァナルディ | JASモータースポーツ            | ホンダ・アコード・ユーロR | 0    | 8        |
| 21 | ライアン・シャープ               | JASモータースポーツ            | ホンダ・アコード・ユーロR | 0    | 6        |
| 22 | アレッサンドロ・バルザン         | DBモータースポーツ             | アルファロメオ・156       | 0    | 5        |
| 23 | アンドレ・クート                 | セアト・スポーツ               | セアト・レオン            | 0    | 2        |

各レースの完走者上位から10点-8点-6点-5点-4点-3点-2点-1点という形で、上位8人にポイントが与えられる。同ポイントの場合はデッドヒート制により順位が決まる。
デッドヒート制適用
- 54p：6位D・ミューラー（最高位・優勝1回）、7位リデル（2位2回）、8位トンプソン（最高位3位3回）
- 22p：13位ユイスマン（最高位・2位2回、次点・5位1回）、14位モルビデッリ（2位2回、7位3回）
- 20p：16位ハフ（最高位・優勝1回）、17位コロネル（3位1回）

## マニュファクチャラーズ選手権
|   | メーカー       | 車種       | 優勝 | ポイント |
| - | -------------- | ---------- | ---- | -------- |
| 1 | BMW            | 320si      | 8    | 254      |
| 2 | セアト         | レオン     | 2    | 235      |
| 3 | アルファロメオ | 156        | 3    | 154      |
| 4 | シボレー       | ラセッティ | 1    | 128      |

参加する各メーカーの車両の内、各レースの上位2台のみが対象となる。そのため、仮にあるメーカー（マニュファクチャラー）がレース結果において1位から4位を独占した場合、3位と4位に入った車両はマニュファクチャラーズ選手権の対象から除外されるため、そのレースで5位に入った車両のメーカーに3位としてのポイントが与えられることとなる。インディペンデントクラスの出場車両も同様に除外される。